# إيليكتروغلي
إيليكتروغلي (بالروسية: Электроугли) هي إحدى مدن روسيا في الكيان الفدرالي الروسي موسكو أوبلاست.